# Józefat Barszczewski
Józefat Barszczewski (ur. 22 listopada 1836 w Lublinie, zm. 3 lutego 1863) – dowódca oddziału w powstaniu styczniowym.

## Życiorys
Józefat Barszczewski urodził się jako syn Mateusza, przedsiębiorcy budowlanego, i Marianny z Rogulskich.  Szkołę średnią ukończył w Lublinie. Pracował jako protokolant sądowy.  W powstaniu styczniowym był setnikiem i dowódcą oddziału. W nocy z 22 na 23 stycznia na czele swojego oddziału brał udział w ataku na rosyjskie koszary w Lubartowie. Akcja nie powiodła się, a Józefat został lekko ranny. Wycofał się do Lublina, jednak wkrótce został złapany przez Rosjan. 3 lutego został rozstrzelany. Ciało ekshumowano z zasypanych rowów za koszarami świętokrzyskimi (obecnie budynek KUL) w 1916 r. i przeniesiono na cmentarz przy ul. Lipowej. Spoczął w mogile zbiorowej powstańców, na której ustawiono krzyż wykonany z dubeltówki należącej do Kazimierza Bogdanowicza. Krzyż w tej postaci stał jeszcze w latach 30. XX wieku.
W mogile znajdują się prochy m.in.:
- Tadeusza Błońskiego
- Kazimierza Bogdanowicza
- Leona Frankowskiego
- Jana Kochańskiego
- Józefa Meskuła

Jedna z ulic w Lublinie nosi imię Józefata Barszczewskiego.